# I giorni contati
I giorni contati ist ein italienisches Filmdrama von Regisseur Elio Petri aus dem Jahr 1962 mit Salvo Randone in der Hauptrolle.

## Handlung
Cesare erlebt nach der Arbeit, als er mit der Trambahn nach Hause fährt, wie ein Fahrgast tot auf einer Sitzbank aufgefunden wird. Er starb einfach während der Fahrt an einem Herzinfarkt. Am nächsten Morgen, als er von seiner Vermieterin, bei der der 53-Jährige seit dem Tod seiner Frau ein Zimmer bewohnt, daran erinnert wird, zur Arbeit zu gehen, bleibt er einfach liegen. Erst am Abend, im besten Anzug, verlässt er sein Zimmer und geht zu seinem Freund, der nachts mit seiner Kolonne die Zebrastreifen auf Roms Straßen malt. Er erzählt ihm, dass er nicht mehr arbeiten will, um die wenige Zeit sinnvoll zu nutzen, die ihm, der im gleichen Alter wie der im Bus Gestorbene ist, noch bleibt. 
Stattdessen geht er in Museen, trifft sich mit einer früheren Liebe, die er damals nicht geheiratet hatte, und besucht sein Heimatdorf, von wo er vor vielen Jahren nach Rom ging. Doch langsam geht ihm sein erspartes Geld aus, auch weil er der jugendlichen Tochter seiner Vermieterin, die zwar unzuverlässig ist, mit der er sich aber gut versteht, Geld geliehen hatte. Er begegnet Männern, die mit Versicherungsbetrug Geld verdienen, indem sie erst einem Mann einen Knochen brechen, dann unter Zeugen einen Unfall konstruieren. Cesare soll dafür der Arm gebrochen werden, aber im letzten Augenblick kneift er, und kehrt zu seiner Arbeit als Klempner zurück. In der letzten Szene versucht der Fahrer der Trambahn, in der Cesare eingeschlafen ist, ihn zu wecken.

## Hintergrund
I giorni contati war der zweite Film Elio Petris nach Trauen Sie Alfredo einen Mord zu?, mit dem er zu seinen im Neorealismus liegenden Wurzeln zurückkehrte, gleichzeitig aber auch die Stilmittel der Nouvelle Vague verwendete. Er verarbeitete hier die Erfahrungen seines Vaters, der ein Leben lang Arbeiter war.

## Kritik
„Die interessanteste "Neuerung" dieses Films ist“, so Adelio Ferrero 1962, „dass er sein Thema offenbar mittels Elementen und Rhythmus der neorealistischen Bildsprache behandelt.“

## Auszeichnungen
Italian National Syndicate of Film Journalists 1963
- Auszeichnung (Silbernes Band) für die beste Originalidee an Elio Petri und Tonino Guerra

Mar del Plata Film Festival 1962
- Auszeichnung für den besten Film